# PMV
PMV (ang. predicted mean vote) – wskaźnik stosowany w opisie komfortu cieplnego w pomieszczeniach zamkniętych. Stosowany głównie w klimatyzacji. Opisuje wrażenia cieplne człowieka, wyrażone w 7-stopniowej skali wrażeń cieplnych, jako: 
- gorące (+3)
- ciepłe (+2)
- lekko ciepłe (+1)
- neutralne (0)
- lekko chłodne (-1)
- chłodne (-2)
- zimne (-3)

Zaleca się (dla warunków komfortu), aby wskaźnik PMV mieścił się w zakresie:
-0,5 < PMV < +0,5, co odpowiada PPD < 10%
tzn., że odsetek osób niezadowolonych z klimatu wewnętrznego (PPD) będzie wynosił maksymalnie 10%.
Wskaźnik PMV oparty jest na równowadze cieplnej ciała ludzkiego. Człowiek znajduje się w równowadze cieplnej, gdy wewnętrzne wytwarzanie ciepła w jego ciele równe jest utracie ciepła do otoczenia.
PMV jest funkcją: PMV = f (M, W, λclo, fclo, t, tmr, v, pa, hc, tclo),

gdzie:

M - metabolizm [met] (1 met = 58W/m²),

W - praca zewnętrzna [W/m2],

λclo - oporność cieplna odzieży [clo] (1 clo = 0,155 m2•°C/W),

fclo - stosunek powierzchni ciała zakrytego do odkrytego [-],

t - temperatura powietrza [°C],

tmr - średnia temperatura promieniowania [°C],

v - względna prędkość powietrza [m/s],

pa - ciśnienie cząstkowe pary wodnej [Pa],

hc - współczynnik wymiany ciepła przez konwekcję [W/m2•°C],

tclo - temperatura powierzchni odzieży [°C].

Zaleca się stosowanie wskaźnika PMV tylko wtedy, gdy wartości pięciu głównych parametrów są zawarte w następujących przedziałach:
| parametr | wartość    |
| -------- | ---------- |
| M        | 1 ÷ 4 met  |
| λclo     | 0 ÷ 2 clo  |
| t        | 10 ÷ 30 °C |
| tmr      | 10 ÷ 40 °C |
| v        | 0 ÷ 1 m/s  |

Przykładowe dane:
- niewielka aktywność w pozycji siedzącej (biuro, mieszkanie, szkoła, laboratorium) - 1,2 met
- lekka odzież robocza: bielizna lekka, koszula z bawełny z długimi rękawami, spodnie, skarpety wełniane i półbuty - 0,7 clo
- zestaw odzieży zimowej noszonej w domu: bielizna, koszula z długimi rękawami, spodnie, marynarka lub sweter z długimi rękawami, grube skarpety i półbuty - 1,0 clo
- tradycyjne odzież męska (europejska) noszona do pracy: bielizna bawełniana, koszula z długimi rękawami, garnitur (marynarka, spodnie i kamizelka), wełniane skarpety, buty - 1,5 clo